# Alamo missionsstation

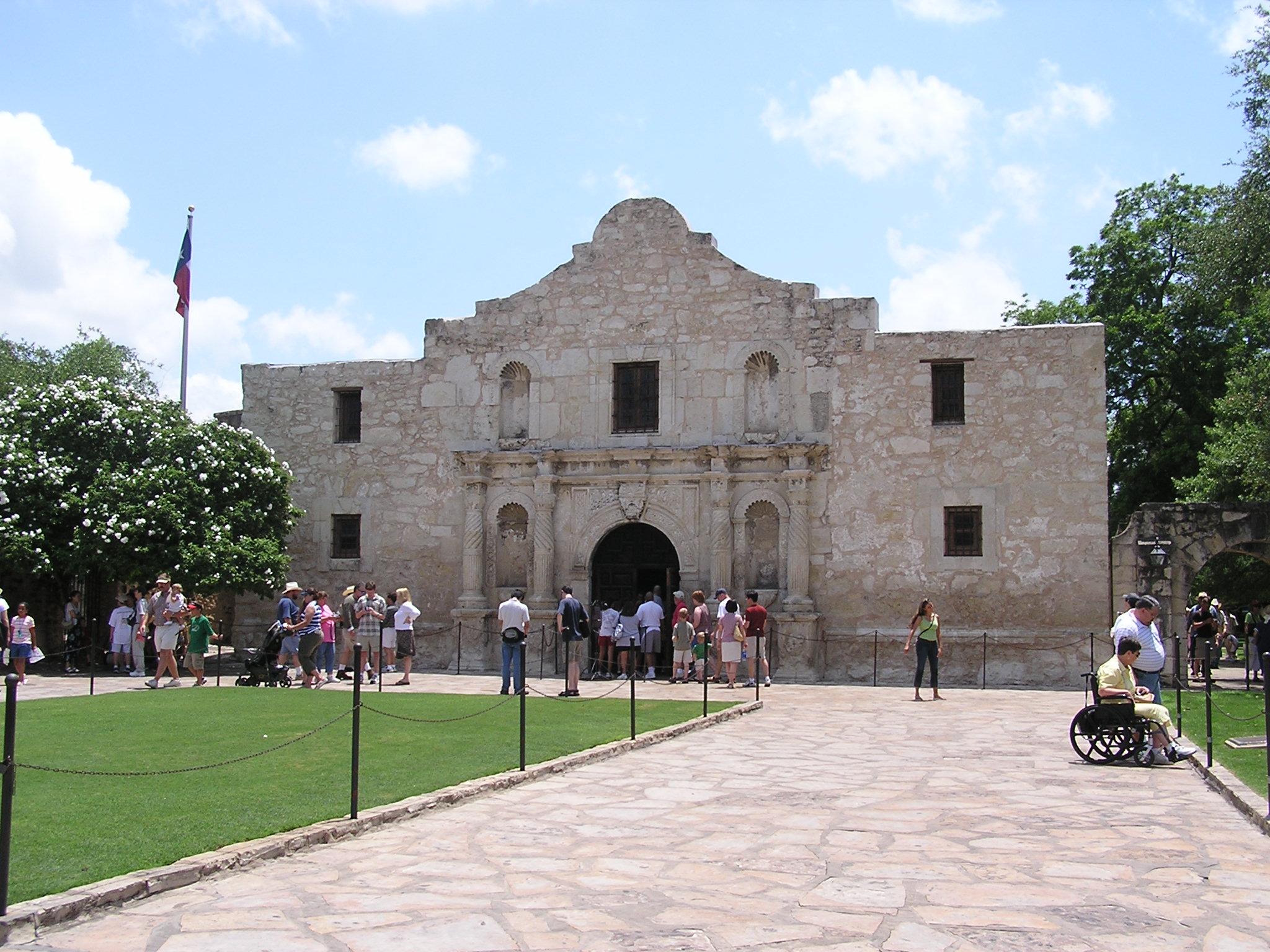
Alamo.

Alamo missionsstation eller enbart Alamo är en historisk spansk missionsstation och fort i dagens San Antonio i Texas i USA.
Alamo planerades 1724 och byggdes av spanska missionärer. Det stod färdigt den 8 maj 1774. Efter att ha förlorat sin betydelse under andra halvan av 1700-talet övergavs slutligen stationen 1793 och användes sedan som fort under en period. År 1836 stod slaget vid Alamo där, vilket är vad Alamo är mest känt för idag. 
I dag är Alamo omvandlat till museum och det besöks av stora mängder turister varje år. Alamo upptogs tillsammans med fyra andra missionsstationer på UNESCO:s världsarvslista 2015.